# Irene MacDonald
Irene Margaret MacDonald OBC (* 22. November 1933 in Hamilton, Ontario; † 20. Juni 2002 in Delta, British Columbia) war eine kanadische Wasserspringerin. Sie gewann eine Bronzemedaille bei den Olympischen Spielen 1956 und war die erste kanadische olympische Medaillengewinnerin im Wasserspringen.

## Leben
Irene MacDonald verlor bereits früh ihre Eltern. Sie begann mit dem Wasserspringen beim Hamilton Aquatics Club und gewann 1951 ihren ersten kanadischen Meistertitel vom Drei-Meter-Brett. Bis 1961 gewann sie diesen Titel jedes Jahr außer 1953. Sie war bereits 1952 für die kanadische Olympiamannschaft vorgesehen, konnte sich für die Fahrt nach Helsinki aber nicht genügend Geld beschaffen.
Bei den British Empire and Commonwealth Games 1954 in Vancouver gewann MacDonald die Bronzemedaille vom Drei-Meter-Brett hinter der Engländerin Ann Long und der Australierin Barbara McAulay. 1955 belegte MacDonald den vierten Platz vom Drei-Meter-Brett und den siebten Platz vom Zehn-Meter-Turm bei den Panamerikanischen Spielen in Mexiko-Stadt.
1956 bei den Olympischen Spielen in Melbourne siegte Patricia McCormick vom Drei-Meter-Brett vor Jeanne Stunyo. Irene MacDonald erhielt die Bronzemedaille knapp vor Barbara Gilders, der dritten Springerin aus den Vereinigten Staaten. Irene MacDonald gewann die erste olympische Medaille im Wasserspringen für Kanada und blieb die einzige Kanadierin, bis 1984 Sylvie Bernier Olympiasiegerin wurde.
Zwei Jahre später trat Macdonald bei den British Empire and Commonwealth Games 1958 in Cardiff in beiden Disziplinen an. Vom Drei-Meter-Brett ersprang sie die Silbermedaille hinter der Engländerin Charmian Welsh. Vom Zehn-Meter-Turm siegten drei Engländerinnen, Irene MacDonald erreichte den vierten Platz. 1959 belegte MacDonald sowohl vom Brett als auch vom Turm den vierten Platz bei den Panamerikanischen Spielen in Chicago.
Bei den Olympischen Spielen 1960 in Rom belegte MacDonald den sechsten Platz vom Drei-Meter-Brett. Im Turmspringen erreichte sie den neunten Rang. Nach den kanadischen Meisterschaften 1961 beendete sie wegen einer Augenverletzung ihre aktive Laufbahn, blieb ihrem Sport aber als Trainerin, Funktionärin und Sportkommentatorin verbunden.
Irene MacDonald wurde 1976 in die Canadian Olympic Hall of Fame und 1981 in die Hall of Fame des kanadischen Sports aufgenommen. 1991 wurde sie mit dem Order of British Columbia ausgezeichnet.